# Саслушање на железници
Саслушање на железници (мкд. Сослушувањето на железничарот) је југословенски и македонски ТВ филм из 1977. године. Режирао га је Слободан Унковски а сценарио је написао Горан Стефановски.

## Улоге
| Глумац             | Улога               |
| ------------------ | ------------------- |
| Диме Илијев        | Методија Стрезовски |
| Дарко Дамевски     | Начелник Дучев      |
| Петре Прличко      | Стариот железничар  |
| Илија Џувалековски | Мајстор Момир       |
| Ацо Јовановски     | Трпе                |
| Димитар Зози       | Предавникот         |
| Ненад Стојановски  | Шиљан               |
| Ђокица Лукаревски  | Владо               |
| Милица Стојанова   | Мајката на Методија |

Остале улоге ▼
| Глумац            | Улога         |
| ----------------- | ------------- |
| Мето Јовановски   | Дано          |
| Крум Стојанов     | Цанков        |
| Љупчо Петрушевски | Првиот агент  |
| Душан Костовски   | Вториот агент |
| Чедо Камџијаш     |               |
| Самоил Дуковски   |               |